# Maurício Souza
Maurício Ferreira de Souza, meglio noto come Maurício Souza (Rio de Janeiro, 13 marzo 1974), è un allenatore di calcio brasiliano, tecnico del Persija.

## Palmarès

### Allenatore
- Copa Sao Paulo de Futebol Junior: 1

Flamengo: 2018